# Municipalità distrettuale di Mopani
La municipalità distrettuale di Mopani (in inglese Mopani District Municipality) è un distretto della provincia del Limpopo e il suo codice di distretto è DC33.
La sede amministrativa e legislativa è la città di Giyani e il suo territorio si estende su una superficie di 11.097 km².
Una parte del territorio della municipalità distrettuale è un DMAs, chiamato LIMDMA33.

## Geografia fisica

### Confini
Il distretto municipale di Mopani confina a nord e con quello di Vhembe, a sud con quello di Ehlanzeni (Mpumalanga), a sudovest con quello di Grande Sekhukhune, a ovest con quello di Capricon e a est con il Mozambico.

### Suddivisione amministrativa
Il distretto è suddiviso in 5 municipalità locali:
- Ba-Phalaborwa (LIM334)
- Greater Giyani (LIM331)
- Greater Letaba (LIM332)
- Greater Tzaneen (LIM333)
- Maruleng (LIM335)